# Упорно си ту
Упорно си ту је трећи студијски албум, српске певачице Мари Мари, издат за City Records, 20 децембра 2009. године.

## Списак песама
1. Упорно си ту (3:50)
2. Нађи бољу од мене (3:52)
3. Где после нас (3:45)
4. Колена (4:09)
5. Ко (4:36)
6. У небраном грожђу (4:00)
7. Мој свет (3:33)
8. Нећу да памтим лице (3:42)
9. Златна прашина (5:32)
10. Спаси ме (4:42) (заједно са Trik-FX)